# Pont del Molí de la Farga
Pont del Molí de la Farga és un petit pont de Montblanc (Conca de Barberà) inclòs a l'Inventari del Patrimoni Arquitectònic de Catalunya.

## Descripció
És un pont d'un arc, realitzat en pedra, a tocar del Molí de la Farga. Està rodejat d'una vegetació exuberant, el que fa que sigui molt difícil de fotografiar. Hi ha un camí carreter, que surt de la carretera general i porta fins al molí. Està situat sobre un torrent, a tocar del riu Francolí.